# セノタフ島

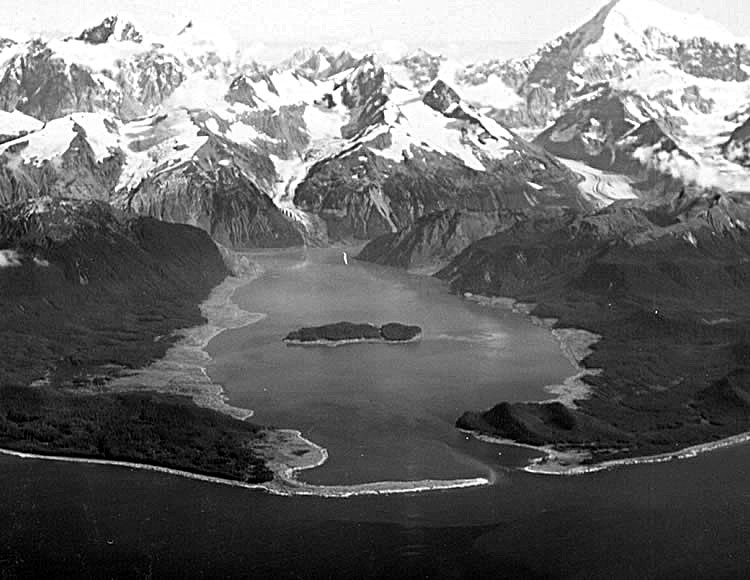
リツヤ湾大津波の発生後に撮影されたリツヤ湾。写真中央がセノタフ島。

セノタフ島（英語: Cenotaph Island）とは、北アメリカ大陸北西部に存在の太平洋に面したリツヤ湾のほぼ中央部に存在する、小さな島である。英語の「cenotaph」というのは「（死者を悼む）記念碑」という意味であるから、この島の名称を日本語に意訳すると「慰霊碑島」とか「墓場島」といった意味となる。なお、この島はエッグ島（英語、Egg Island）などとも呼ばれることがある。

## 解説
セノタフ島は、おおよそ北緯58度38分25秒 西経137度34分51秒 / 北緯58.64028度 西経137.58083度座標: 北緯58度38分25秒 西経137度34分51秒 / 北緯58.64028度 西経137.58083度に位置し、この場所はアメリカ合衆国のアラスカ州の南東部に属している。この島は1786年にフランスの探検家であったラ・ペルーズ伯ジャン＝フランソワ・ド・ガローによって「Isle du Caenotaphe」と命名された。この命名は、1786年に、この島が存在するリツヤ湾に発生した強力な引き潮に、リツヤ湾の湾口付近で巻き込まれた結果、2隻の小舟が沈没したことによって、ラ・ペルーズ伯ジャン＝フランソワ・ド・ガローの船の乗組員26人が溺死したことを悼んで行われたものである。この島の公式な名称に付いている「cenotaph」とは「（死者を悼む）記念碑」という意味の英語である。この島の南西端では、死亡した26人の乗組員の葬儀が執り行われ、慰霊碑が建立されたとされている。しかしながら、その碑の跡ですら、すでに1981年時点で判らなくなってしまっていた。なお、この島にはエッグ島つまり「卵の島」という別名も存在している。これは、ロシア帝国の海軍に属していたミハイル・テベンコフ（？、en:Mikhail Tebenkov）が、この島を1852年に記録した時に「卵島」という意味の「Ostrov Yaichnoy」としていたことに由来する。